# Helmut Jost
Heinz-Helmut Jost-Naujoks (* 3. März 1957; auch: Hemi Jost) ist ein deutscher Sänger, Musiker, Komponist und  Musikproduzent christlicher Pop- und Rockmusik.
In den 1980er Jahren wurde er zunächst als Bassist und Sänger der christlichen Rockband Damaris Joy bekannt. Die Musiker der Band wurden bald von aktiven Sängern der Szene wie Hella Heizmann und Christian Löer sowie für zahlreiche Konzeptprojekte christlicher Musikproduzenten wie Jochen Rieger und Klaus Heizmann gebucht. Damit öffnete sich für Helmut Jost nicht nur der Weg in die Studioarbeit, sondern er betätigte sich schließlich selbst als Produzent für Newcomer wie Beate Ling bis hin zu Mitwirkungen für säkulare Künstler wie Xavier Naidoo, Curt Cress oder Phil Collins.
1989 erschien mit Schwarz und weiß sein Solodebüt. Im folgenden Jahr veröffentlichte er die englische Paralleledition Black And White. Im Jahr 1997 kam sein zweites Solowerk unter dem Titel Mysteries heraus. Seither konzentrierte Helmut Jost sich auf seine produzentische Tätigkeit und kreierte vor allem Chor- und Gospelkonzepte wie Gospel Celebration, Gospel Fire oder Alte Schätze – neu entdeckt, neben zahlreichen Mitwirkenden wie David Thomas, Anja Lehmann, Beate Ling, Danny Plett usw. Des Weiteren realisierte Helmut Jost diverse Hörspiel- und Musicalprojekte für Kinder. In Zusammenarbeit mit Autoren wie Gertrud Schmalenbach und Ruthild Wilson komponierte und produzierte er unter anderem die musikalischen Hörspielserien Christopher Kirchenmaus und seine Mäuselieder und Karo der Kleinstlöwe sowie Kindermusicals.
Helmut Jost ist verheiratet mit Sängerin und Liedermacherin Ruthild Wilson.

## Diskografie

### Solo
- Schwarz und weiß. 1989 Gerth Medien (1990 Englische Ausgabe Black And White)
- Mysteries. 1997 Gerth Medien
- Faszination Flügelhorn. 2001 Gerth Medien (Instrumentales Soloalbum)
- A Document Of Life. 2002 Gerth Medien (Kollaborationsalbum mit David Thomas)
- Coming Home. The Best Old Gospel Hymns. 2004 Creative Kirche (Kollaborationsalbum mit David Thomas)

### Helmut Jost & Gospelfire
- Send A Revival. 2006 Creative Kirche
- God Is Able. 2010 Gerth Medien
- Hope – Eine afrikanische Geschichte. 2016 Gerth Medien

### Damaris Joy
- Damaris Joy live. 1981 Gerth Medien
- Revive Us. 1982 Gerth Medien
- With Compliments. 1984 Gerth Medien
- Jubilee Tour ’85. 1985 Gerth Medien
- Open Door. 1987 Gerth Medien
- Limited Edition. 2002 Gerth Medien

### Konzeptprojekte
- Gospel Celebration. 1999 Felsenfest
- Ewigkeit fällt in die Zeit. Pop-Oratorium zur Christusgeschichte. 1999 Felsenfest (Kollaborationsprojekt mit Johannes Nitsch)
- Gospel Fire. 2001 Luther-Verlag
- Schönster Herr Jesu. Alte Schätze – neu entdeckt. Vol. 1. 2000 Gerth Medien
- Großer Gott, wir loben dich. Alte Schätze – neu entdeckt. Vol. 2. 2002 Gerth Medien
- Jesu, meine Freude. Alte Schätze – neu entdeckt. Vol. 3. 2004 Gerth Medien
- Fels des Heils. Alte Schätze – neu entdeckt. Vol. 4. 2005 Gerth Medien
- Come Into His Presence. Gospelmesse. 2011 Gerth Medien
- Free At Last. Creative Kirche
- Someday At Christmas. 2018 Gerth Medien

### Kinderprojekte
Musikalische Hörspielreihen:
- Christopher Kirchenmaus und seine Mäuselieder. Gerth Medien
- Karo der Kleinstlöwe. Gerth Medien

Kindermusicals:
- Joseph – ein echt cooler Träumer. Musical
- Mose – ein echt cooler Retter. Musical. Creative Kirche
- Petrus – Vertrauenssache. Musical. Creative Kirche
- David – ein echt cooler Held. Musical. Creative Kirche
- Noah und die coole Arche. Musical. Creative Kirche
- Jona – Unterwegs im Auftrag des Herrn. Musical. Creative Kirche